# Eitel Friedrich von Preußen

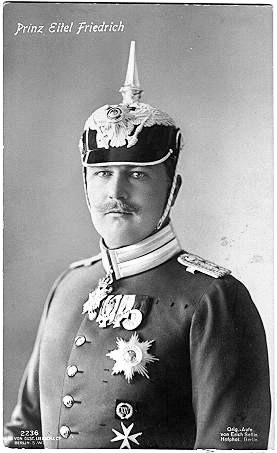
Eitel Friedrich von Preußen

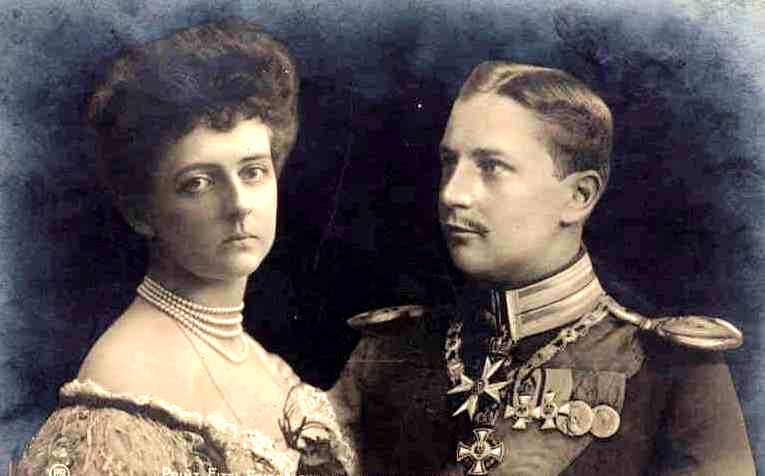
Eitel Friedrich von Preußen und seine Braut Herzogin Sophie Charlotte

Wilhelm Eitel Friedrich Christian Karl Prinz von Preußen (* 7. Juli 1883 im Marmorpalais, Potsdam; † 8. Dezember 1942 in Potsdam) war ein preußischer Prinz, Generalmajor sowie von 1907 bis 1926 der 34. Herrenmeister des Johanniterordens.

## Leben
Eitel Friedrich war der zweite Sohn des preußischen Königs und deutschen Kaisers Wilhelm II. und seiner Ehefrau Kaiserin Auguste Viktoria. Der ungewöhnliche Vorname Eitel Friedrich, in der Familie des Prinzen oft auch „Eitel Fritz“ abgekürzt, hat eine sehr weit zurückreichende Tradition im Haus Hohenzollern. Seine Schulzeit verbrachte Eitel Friedrich im Plöner Prinzenhaus. Er war seit 1904 Mitglied des Corps Borussia Bonn.
Am 27. Februar 1906 heiratete Eitel Friedrich in Berlin Sophie Charlotte von Oldenburg. Aus der Ehe gingen keine Kinder hervor, das Paar wurde 1926 geschieden.
Eitel Friedrich wurde bei Ausbruch des Ersten Weltkriegs 1914 Kommandeur des 1. Garde-Regiments zu Fuß. Er galt bei seiner Truppe als Vorbild und wurde mit beiden Klassen des Eisernen Kreuzes sowie der höchsten preußischen Tapferkeitsauszeichnung, dem Orden Pour le Mérite mit Eichenlaub, ausgezeichnet. Er war außerdem Ritter des Militär-St.-Heinrichs-Ordens. Vom 4. April 1915 bis zum 11. Oktober 1918 führte er die 1. Garde-Division (Teil des Gardekorps unter Karl von Plettenberg), zuerst an der Westfront, später auch an der Ostfront. Prinz Eitel Friedrich nahm im Mai/Juni 1915 an der Schlacht von Gorlice-Tarnow und an der Wiedereroberung von Lemberg teil. Im September 1915 kam er an die Westfront zurück, seine Division kämpfte 1916 in Flandern und an der Somme. Im Juli 1917 erneut an die Ostfront verlegt, nahm er an der Gegenoffensive bei Zloczow teil. Im Frühjahr 1918 wieder an der Westfront eingesetzt, stand die Garde-Division im März 1918 beim Übergang über die Somme und den Crozat-Kanal im Angriff. Am 27. Juni 1918 gelang Eitel Friedrich mit seinen Truppen die Rückeroberung des Chemin des Dames. Nach dem deutschen Rückzug kämpfte er noch in der Abwehrschlacht zwischen Marne und Vesle. Bei Kriegsende stand er zwischen Aisne und Aire.
Nach dem Krieg war Eitel Friedrich im Stahlhelm, im Semper talis Bund  und im monarchistischen Bund der Aufrechten aktiv. 1921 wurde er wegen illegaler Kapitalverschiebung ins Ausland zu einer Geldbuße von 5.000 Mark verurteilt: Vor dem Landgericht Berlin gab er an, er habe lediglich einen „Notgroschen“ für seine Frau zurücklegen wollen. Dessen Höhe – 337.000 Reichsmark – wurde von der Linkspresse angesichts der realen Not der Kriegsversehrten als Skandal empfunden.
1922 führte Eitel Friedrich vier Prozesse gegen Zeitungen, die von Liebesaffären seiner Frau geschrieben hatten. Dabei wurden auch Liebesbriefe prozessöffentlich verlesen. Auch die ausländische Presse berichtete über die „unbändige Liebesleidenschaft“ der Prinzessin. Auch der Scheidungsprozess 1926 führte zu einer intensiven Berichterstattung auch der Auslandspresse. In der Folge legte Eitel Friedrich  sein Amt als Herrenmeister des Johanniterordens nieder. Er blieb aber Ehrenmitglied der Kongregation. Neuer Herrenmeister wurde sein jüngerer Bruder Oskar von Preußen.

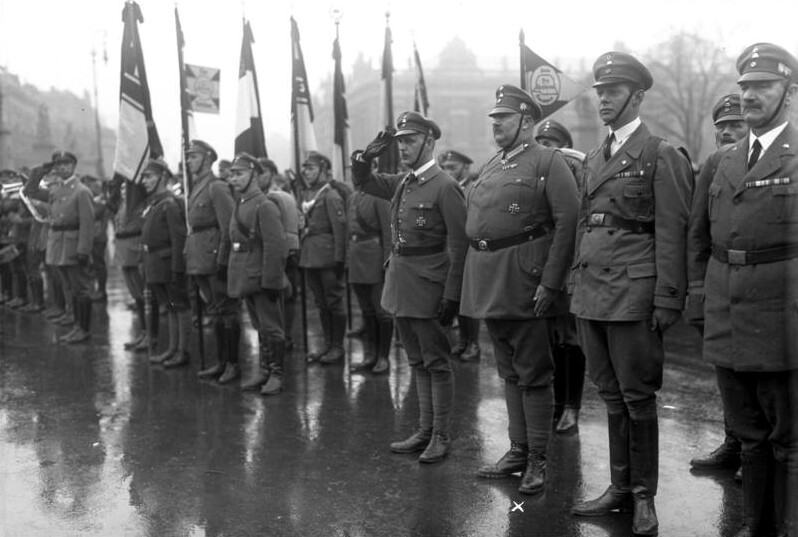
Eitel Friedrich von Preußen (×) bei einem Stahlhelm-Aufmarsch im Berliner Lustgarten, März 1931

Eitel Friedrich Prinz von Preußen war Mitbegründer der Harzburger Front, aber ein Gegner Hitlers. Nach seinem Tod im Dezember 1942 verweigerte das NS-Regime daher dem hochdekorierten Offizier des Ersten Weltkriegs die sonst übliche Beisetzung mit militärischen Ehren und verbot zudem den aktiven und ehemaligen Militärs die Teilnahme in Uniform. Seine ehemaligen Kameraden nahmen daraufhin in Zivil teil. Eitel Friedrich wurde im Antikentempel im Park von Sanssouci beigesetzt.

## Ehrungen und Auszeichnungen
1899 wurde ihm das Großkreuz des Ordens der Württembergischen Krone verliehen. 1909 stiftete Eitel Friedrich selbst das Ölberg-Kreuz als ziviles Verdienstzeichen.
Zwei Schiffe waren nach Prinz Eitel Friedrich benannt, das Passagierschiff von 1902 Prinz Eitel Friedrich und der Reichspostdampfer Prinz Eitel Friedrich von 1904. Zudem sollte ein Schlachtkreuzer der Mackensen-Klasse Prinz Eitel Friedrich getauft werden.
Die Eitel-Fritz-Straße in Berlin-Schlachtensee ist bereits seit seiner Kindheit nach ihm benannt, damals Prinz-Eitel-Fritz-Straße in Zehlendorf. Eine andere solche Straße im Prinzenviertel von Berlin-Karlshorst heißt seit 1951 Üderseestraße. Eine Eitelstraße gibt es noch in Berlin-Rummelsburg und in Berlin-Biesdorf.